# Юрйо Кільпінен
Юрйо Кільпінен (фін. Yrjö Kilpinen, 4 лютого 1892, Гельсінкі— 2 березня 1959, Гельсінкі) — фінський композитор.

## Життя і творчість
Народився в Гельсінкі. Там же почав здобувати музичну освіту. У 1910 році стажувався у Відні, в 1913—1914 роках — в Берліні. Музичні твори, написані молодим композитором вже в початковий період його творчості, звертають на нього увагу фінської громадськості, і з 1925 року до кінця життя він отримує державну стипендію, о дозволило йому цілком присвятити себе творчості. З 1948 року він — член фінської Академії, з 1952 року — почесний член Асоціації композиторів Фінляндії.
Спадина Ю. Кільпінен охоплює як інструментальні композиції (6 сонат для фортепіано, соната для віолончелі та ін) так і вокальнку. Композитор написав близько 700 пісень, частково циклами на вірші фінських, шведських та німецьких поетів. Багато пісень, створені Ю. Кілпіненом, патріотичні за своїм духом і змістом, пройняті гарячою любов'ю до батьківщини (наприклад, «Кантеле-цикл» («Kanteletar») із 64 пісень, ор. 100). Фінські крити інколи називають Кільпінена «фінським Шубертом».